# Rabbis for Human Rights

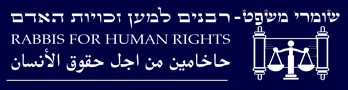
Rabbis for Human Rights (Logo)

Rabbis for Human Rights ist eine 1988 gegründete israelische Organisation, die sich selbst als „Stimme des Gewissens“ in Israel beschreibt. Zu ihren Mitgliedern zählen Reformjuden, orthodoxe Juden, konservative Juden und Studenten. Laut ihrer Webseite hat sie „über hundert Rabbiner und rabbinische Studenten“ in ihren Reihen.
Die Organisation erhielt den Niwano-Friedenspreis im Jahre 2006.

## Aktivitäten
Im Dezember 2004, wurde ihr Vorsitzender, Rabbi Arik Ascherman vom israelischen Staat in Jerusalem angeklagt, weil er zusammen mit drei anderen Aktivisten passiven Widerstand gegen Häuserzerstörungen von Palästinensern geleistet hatte. RFHR stellt sich auch gegen die Errichtung der israelischen Grenzmauer, da wo sie arabisches Land durchschneidet, arabische Dörfer teilt oder landwirtschaftlich genutztes Land von seinen Besitzern abschneidet. Die RFHR erreichte einen Teilerfolg, als sie verhinderte, dass die Mauer das Dorf Sheikh Sa'ad zerteilen sollte. (Israel Today, May 2006).
Der Vorsitzende Rabbi Arik Ascherman wurde 2003 weiterhin angeklagt, weil er so wörtlich:„die Polizei bei der Ausübung ihrer Pflichten“ behindert habe („interfering with police performance of duties on two different occasions in 2003, and the intention to commit acts to prevent police from performing their duties.“).
Im März 2005 wurde Aschermann schuldig gesprochen, allerdings erhielt er keinen Eintrag ins israelische Strafregister.
Im März 2008, wurde Arik Ascherman festgenommen weil er so wörtlich: „Palästinenser angestiftet hat, sich gegen die Polizei zu stellen“. („inciting Palestinians to oppose the police“)
Die RFHR leistet passiven Widerstand während der jährlichen Übergriffe jüdischer Siedler auf Palästinenser bei der Olivenernte.

## Durban UNO Anti-Rassismus Konferenz
Rabbi Ascherman and RFHR haben Bedenken gegen die Durban UNO Anti-Rassismus Konferenz geäußert: „Dass Israel die Menschenrechte verletzt ist ein Thema, welches auf einer solchen Konferenz behandelt werden kann. Allerdings darf die Konferenz nicht den Eindruck erwecken, dass Israel der einzige Ort auf der Welt sei, wo so etwas passiere.“